# Renato Marino Mazzacurati
Renato Marino Mazzacurati (* 22. Juli 1907 in Galliera; † 18. September 1969 in Parma) war ein italienischer Bildhauer und Maler.

Denkmal für die Märtyrer und die Unabhängigkeit des Libanon, Beirut (1960)

Er war einer der Vertreter der sogenannten Römischen Schule und während seines gesamten Schaffens in der Lage, sich den künstlerischen Strömungen des Kubismus, des Expressionismus und des Realismus anzunähern und sie zu repräsentieren. Dabei zeigte er eine große künstlerische Aufgeschlossenheit. Die Politik spielte in seinem Schaffen eine grundlegende Rolle. Er war nämlich der Meinung, dass Kunst eine soziale Funktion erfüllen könne.
Er entdeckte den Maler Antonio Ligabue und ermöglichte es ihm, sein Talent zu entfalten.

## Leben

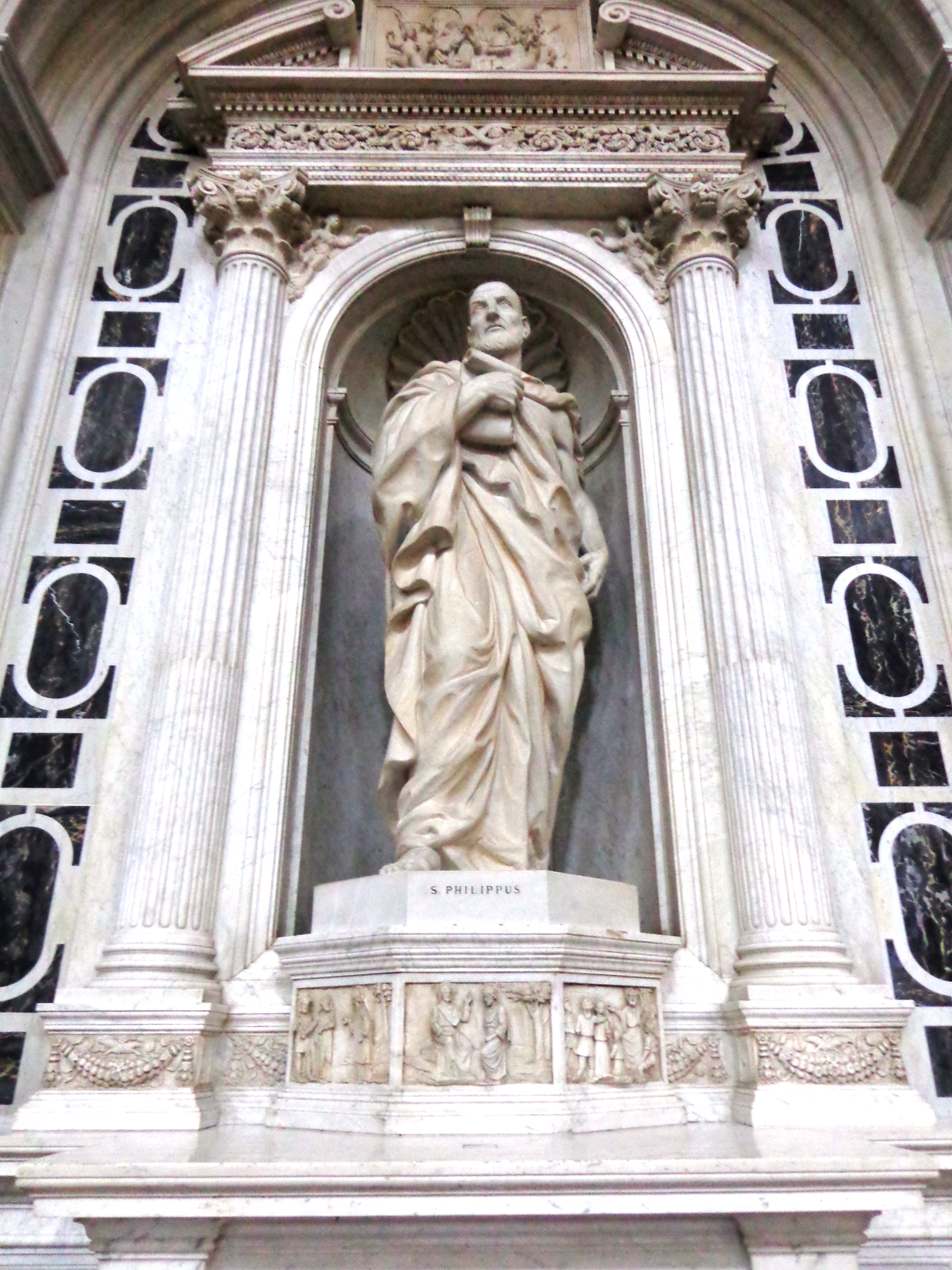
San Filippo, Basilica Cattedrale Protometropolitana della Santa Vergine Maria Assunta von Messina.

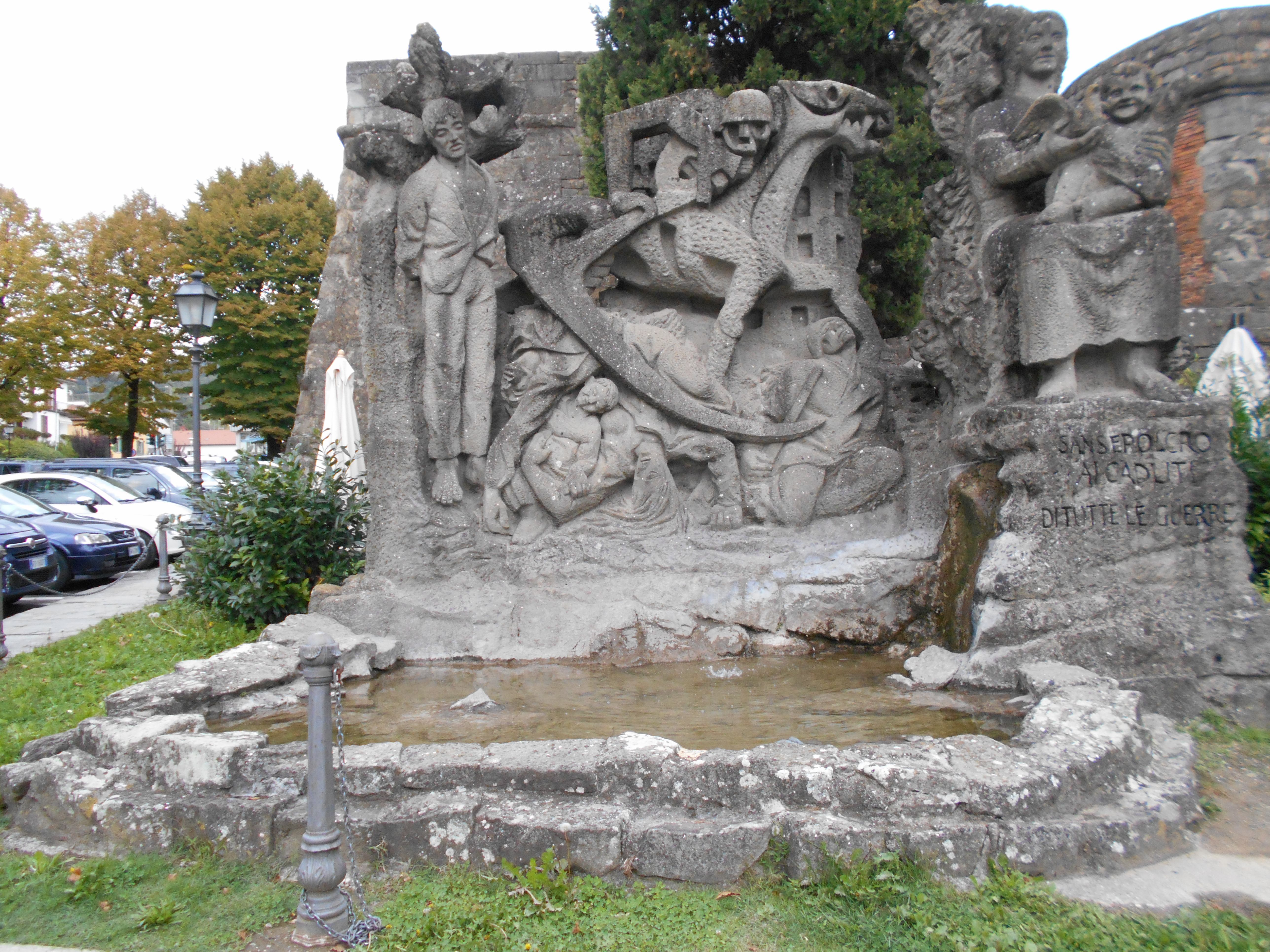
Denkmal für die Gefallenen aller Kriege, Sansepolcro

Er war der älteste Sohn von Luigi Mazzacurati, einem Bauunternehmer, und Adalgisa Maria Stefani.
Mazzacurati besuchte das Internat des Collegio San Luigi in Bologna. Aufgrund seines schlechten Benehmens wurde er des Internats verwiesen und setzte seine Ausbildung in Padua fort, wohin die Familie kurz nach seiner Geburt umgezogen war. Dort nahm er Privatunterricht bei Fruttuoso Merlin, dem Vater der späteren Politikerin Lina Merlin.
1926 ließ er sich in Rom nieder, wo er Scipione, Mario Mafai und Antonietta Raphaël kennenlernte. Mit ihnen bildete er jene Vereinigung, die Roberto Longhi die „Scuola di via Cavour“ nannte.
1931 reiste er nach Paris, wo er sich vor allem für die Werke von Rodin, Matisse und Picasso interessierte. Dies spiegelt sich in seinem malerischen Schaffen (1931–1935) und seine Skulpturen wider, die sich durch einen Expressionismus auszeichnen, der die grundsätzlich naturalistische Körperstruktur forciert (siehe z. B. Porträt des Grafen N., 1936) oder sie zu monströsen grotesken Figuren verformt (siehe Kaiser und Kaiserin, 1942–1943). Später neigt Mazzacurati zu einem gröberen Realismus und schloss sich 1947 der Fronte Nuovo delle Arti an. Nach dem Krieg arbeitete er zehn Jahre lang mit anderen Künstlern in der Villa Massimo in Rom. Auch das Denkmal für die Partisanen in Parma (1964), das Denkmal für die Partisanen in Mantua (1969), das Denkmal der vier Tage in Neapel sowie das Denkmal für die Gefallenen aller Kriege in Sansepolcro (realisiert in Zusammenarbeit mit dem Architekten Giuseppe Persichetti zwischen 1959 und 1960) stammen von ihm. Ebenso ist er der Schöpfer des Mosaiks der Heiligen Barbara in der gleichnamigen Kirche in Colleferro.

## Privatleben
Im Jahr 1931 heiratete er in Gualtieri Pia Dall’Aglio, mit der er zwei Kinder hatte.
Seine Tochter Rosy Mazzacurati arbeitete in den 1950er- und 1960er-Jahren als Schauspielerin, während sein ältester Sohn Pietro Mazzacurati als Architekt an der Errichtung mehrerer Werke seines Vaters zur Erinnerung an den Widerstand in seiner Jugend beteiligt war.